# Dmitri Dashchinski
Dmitri Dashchinski (en ruso: Дмитрий Дащинский; en bielorruso: Дзмітрый Дашчынскі, Dzmitry Dashchinki; Minsk, 9 de noviembre de 1977) es un deportista bielorruso que compitió en esquí acrobático, especialista en la prueba de salto aéreo.
Participó en cinco Juegos Olímpicos de Invierno, entre los años 1998 y 2014, obteniendo en total dos medallas, plata en Turín 2006 y bronce en Nagano 1998, ambas en la prueba de salto aéreo.
Ganó dos medallas de plata en el Campeonato Mundial de Esquí Acrobático, en los años 2001 y 2007.

## Medallero internacional
| Juegos Olímpicos   | Juegos Olímpicos              | Juegos Olímpicos  | Juegos Olímpicos |
| Año                | Lugar                         | Medalla           | Competición      |
| ------------------ | ----------------------------- | ----------------- | ---------------- |
| 1998               | Nagano (Japón)                | Medalla de bronce | Salto aéreo      |
| 2006               | Turín (Italia)                | Medalla de plata  | Salto aéreo      |
| Campeonato Mundial |                               |                   |                  |
| Año                | Lugar                         | Medalla           | Competición      |
| 2001               | Whistler (Canadá)             | Medalla de plata  | Salto aéreo      |
| 2007               | Madonna di Campiglio (Italia) | Medalla de plata  | Salto aéreo      |